# Rasquera
Rasquera est une commune de la province de Tarragone, en Catalogne, en Espagne, de la comarque de Ribera d’Ebre

## Économie
À la suite d'un déficit budgétaire de la municipalité de Rasquéra de plus d'un million d'euros, le conseil municipal vota en 2012 une résolution permettant à la commune de louer 7,5 hectares de terrain à la culture de cannabis de qualité destinée à un club de fumeurs de cannabis privé de Barcelone conformément aux législations espagnoles qui autorisent la culture et la consommation à hauteur de trois plants par individu/an.

## Personnalités liées
- Le groupe de musiqe Xeic! en est originaire